# Michele I di Alessandria (copto)
Michele I di Alessandria  (noto anche come Chail) (in copto Ⲭⲁⲏⲗ, in arabo خائيل‎?; Egitto, ... – 12 marzo 767) è stato il 46º papa della Chiesa copta, dal 743 fino alla sua morte.
Il vescovo Moses di Awsim fu determinante nell'organizzare l'elezione di Michele come patriarca come compromesso tra fazioni settentrionali e meridionali.
Quando il papa Michele fu imprigionato da Abd al-Malik ibn Marwan ibn Musa bin Nusayr, il re Kyriakos di Makuria marciava verso il nord dell'Egitto in testa ad un esercito, dichiarando di contare 100 000 uomini per liberare il papa della Chiesa ortodossa copta. Tuttavia, una volta che l'esercito mauro raggiunse l'Egitto, il papa fu scarcerato. 
Papa Michele si oppose all'intronizzazione del vescovo Isacco come patriarca siro-ortodosso di Antiochia dopo la morte di Iwanis I, visto che era già vescovo di un'eparchia (Harran).